# Antonio Henrique
Antonio Henrique (Martins), é um político brasileiro, filiado ao PDT. Nas eleições de 2022, foi eleito deputado estadual pelo CE.